# IBM 7030

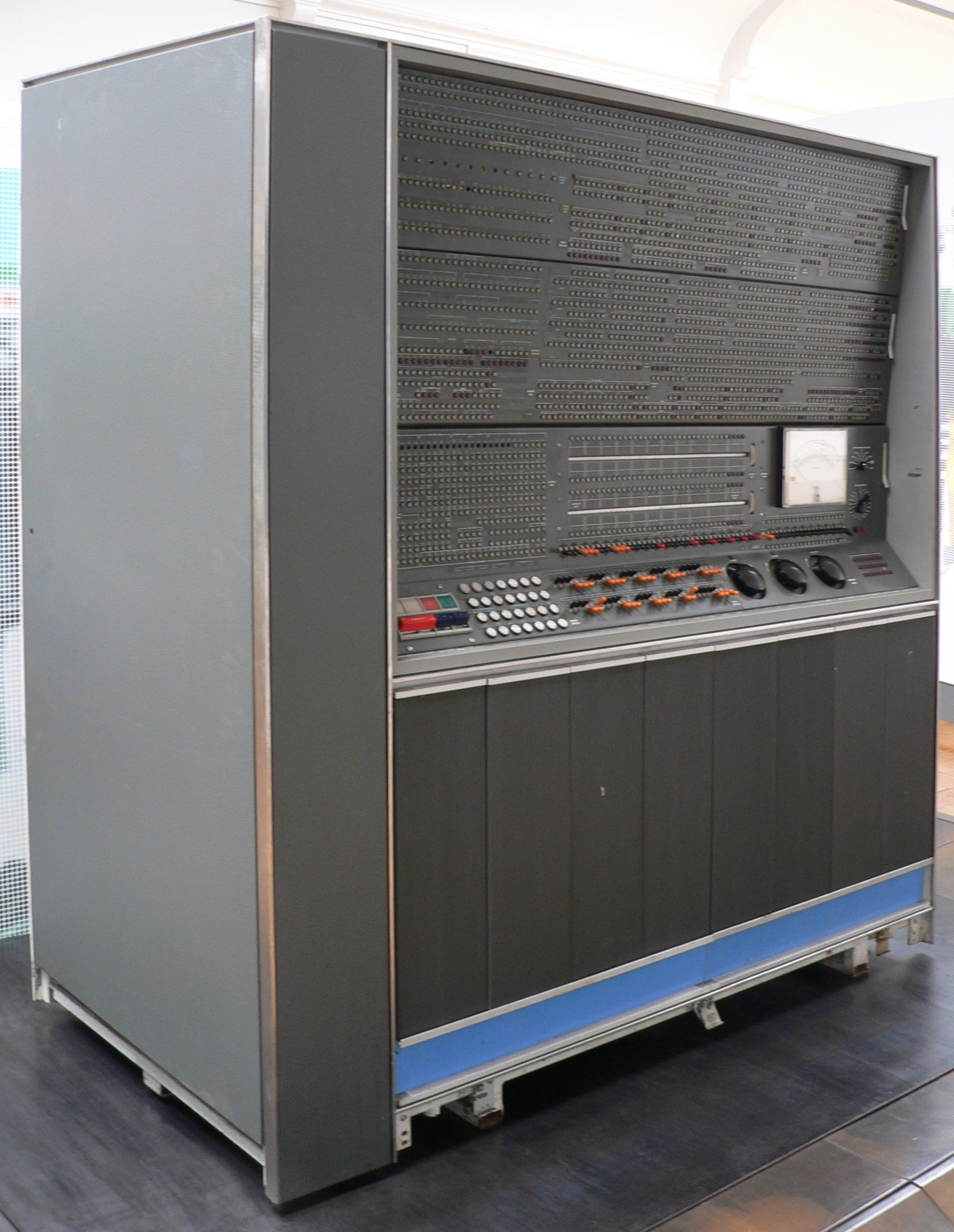
Vista general del IBM 7030 en el Musée des Arts et Métiers, París.

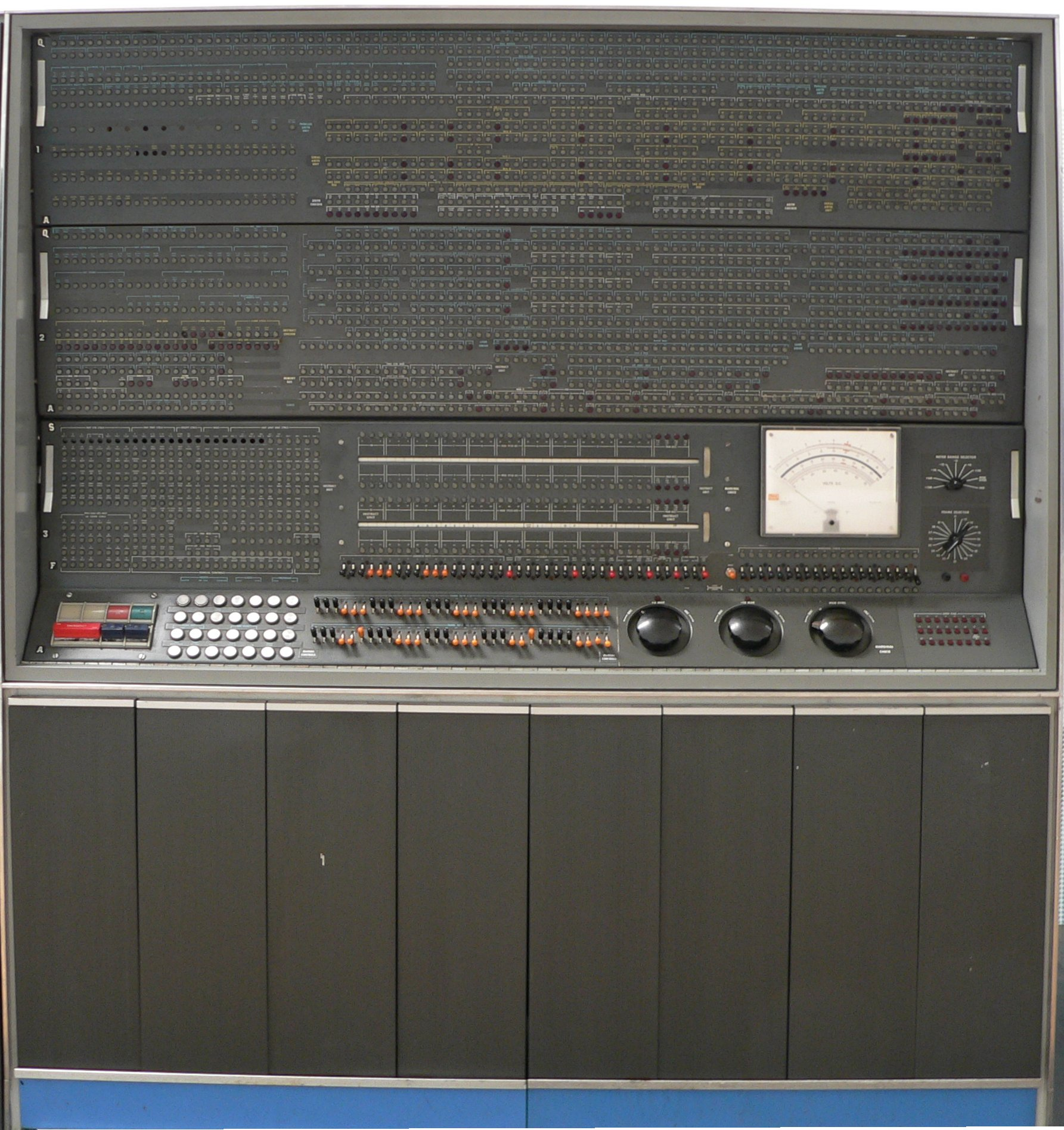
Consola del IBM 7030 en el Musée des Arts et Métiers, París.

El IBM 7030, también conocido como «Stretch», fue el primer superordenador transistorizado de IBM. El primero fue entregado a Los Álamos en 1961.
Originalmente tenía un precio de 13,5 millones de dólares, pero su incapacidad para cumplir sus estimaciones de rendimiento agresivo obligó a reducir el precio a solo 7,78 millones de dólares y su retirada de las ventas a clientes más allá de los que tienen contratos ya negociados. Aunque el 7030 fue mucho más lento de lo esperado, fue la computadora más rápida del mundo desde 1961 hasta que el primer de los CDC 6600 entró en funcionamiento en 1964.

## Historia de Desarrollo
El Dr. Edward Teller en la Universidad de California Radiation Laboratory en Livermore, California, quería un nuevo sistema científico para hacer cálculos hidrodinámicos en tres dimensiones. Las propuestas fueron solicitados para este nuevo sistema, que se llamará Livermore Automatic Reaction Calculator (LARC), tanto de IBM y UNIVAC. Se esperaba que costase alrededor de 2,5 millones de dólares y funcionamiento de uno a dos MIPS, la entrega era de dos a tres años después de la firma del contrato.
En IBM, un pequeño equipo en Poughkeepsie, incluyendo a John Griffith y Gene Amdahl trabajado en la propuesta de diseño. Justo después de haber terminado y estar a punto de presentar la propuesta, Ralph Palmer les detuvo y dijo: "Es un error". El diseño propuesto hubiera sido construido con cualquiera de los transistores de puntos de contacto o los transistores de la barrera de superficie, tanto probable que fuera pronto superado por los transistores de difusión entonces recién inventados. El equipo mostró Livermore, el diseño propuesto para ilustrar el tipo de sistema que IBM era capaz de construir, pero dijo: "No vamos a construir esa máquina para usted, queremos construir algo mejor! No sabemos exactamente lo que se necesita, pero creemos que será otro millón de dólares y un año más, y no sabemos cómo de rápido será, pero nos gustaría una velocidad de diez millones de instrucciones por segundo.
En mayo de 1955 de IBM perdió la licitación debido a un cambio inesperado de la dirección en su propuesta. UNIVAC, el fabricante dominante en la época, había ganado el contrato para LARC, ahora se llama la Investigación Livermore Automatic Computer, una computadora decimal. En septiembre de 1955 por temor a que Los Álamos también pudiese ordenar una LARC, IBM presentó una propuesta preliminar para un equipo de alto rendimiento binaria basado en el diseño mejorado que había rechazado Livermore, que recibieron con interés. En enero de 1956, el proyecto Stretch se inició formalmente.
En noviembre de 1956 IBM obtuvo el contrato para un ordenador binario con el objetivo de rendimiento agresivo de una "velocidad de al menos 100 veces el IBM 704" (es decir, 4 MIPS) al Laboratorio Científico de Los Álamos. La entrega se programó para 1960. Durante el diseño, fue necesario reducir la velocidad de reloj, dejando claro que Stretch no podría cumplir sus objetivos de rendimiento agresivo, pero las estimaciones de rendimiento fueron entre 60 a 100 veces el IBM 704. En 1960, el precio de 13,5 millones de dólares se fijó para el IBM 7030.
En 1961, los puntos de referencia real indicados en el rendimiento del IBM 7030 eran sólo alrededor de 30 veces el IBM 704 (es decir, 1,2 MIPS), y causó una vergüenza considerable de IBM. En mayo de 1961 Tom Watson anunció un recorte de los precios de todos los 7030s en fase de negociación a 7,78 millones de dólares y la retirada inmediata del producto de las ventas.
Sus puntos flotantes fueron para tiempo de suma de 1,38 a 1,5 microsegundos, tiempo de multiplicación fue 2,48 a 2,70 microsegundos, y tiempo de división fue 9,00 a 9,90 microsegundos.

## Técnicas de impacto
A pesar de que el IBM 7030 no fue considerado un éxito, esto generó muchas tecnologías incorporadas en las máquinas del futuro que tuvieron mucho éxito. La lógica del sistema del transistor modular estándar fue la base para la línea 7090 de equipos científicos de IBM, el IBM 7070 y 7080 las computadoras de empresas, las series IBM 7040 e IBM 1400 y la computadora científica pequeña IBM 1620. (El 7030 utiliza alrededor de 170.000 transistores.) Las unidades del modelo IBM 7302 I Core Storage se utilizaron también en el IBM 7090, IBM 7070 e IBM 7080. La multiprogramación, protección de memoria, interrupciones generalizadas y el byte de 8 bits eran todos los conceptos posteriormente incorporados en la línea de IBM System/360 de computadoras, así como la mayoría de las CPUs más tarde. La canalización de instrucciones, prefetch y decodificación, y la intercalación de memoria se utilizan en los diseños de supercomputador más tarde como los modelos IBM System/360 Modelo 91, 95 e IBM System/370 Modelo 195, y la serie 3090 de IBM, así como equipos de otros fabricantes. Estas técnicas se utilizan ahora en los microprocesadores más avanzados, como el Pentium de Intel y el Motorola/IBM PowerPC, así como en muchos microprocesadores embebidos y microcontroladores de diversos fabricantes.

## Entregas al cliente
1. Los Alamos Scientific Laboratories (LASL) en abril de 1961, aceptado en mayo de 1961, y utilizado hasta el 21 de junio de 1971.
2. Agencia de Seguridad Nacional de EE. UU. en febrero de 1962 como la CPU principal del sistema de cosecha 7950 de IBM, utilizada hasta 1976, cuando la cinta IBM 7955 Tractor sistema desarrollado problemas debido a las levas gastadas, que no podría ser reemplazado.
3. Laboratorio Lawrence Livermore, en Livermore, California.
4. Establecimiento de Armas Atómicas, en Aldermaston, Inglaterra.
5. Oficina Meteorológica de EE. UU.
6. MITRE Corporation, utilizada hasta agosto de 1971. En la primavera de 1972 fue vendido a la Universidad Brigham Young.
7. U. S. Armada Naval de Dahlgren Proving Ground.
8. IBM
9. Comisariado de la Comisión de Energía Atómica de Francia

## Software
- STRETCH Assembly Program (STRAP)